# Nedim Bajrami
Nedim Bajrami (* 28. února 1999 Curych) je albánský profesionální fotbalista švýcarského původu, který hraje na pozici ofensivního záložníka za italský klub US Sassuolo Calcio a za albánský národní tým.

## Klubová kariéra
Bajrami se narodil ve Švýcarsku a je odchovancem curyšského klubu Grasshoppers. Ve švýcarské Super League odehrál tři povedené sezóny a v létě 2019 zamířil do italského Empoli.
S Empoli se Bajramimu podařilo během dvou sezón postoupit do Serie A a od roku 2021 byl stabilním hráčem základní sestavy týmu i v italské nejvyšší soutěži. V sezóně 2021/22 přispěl 9 brankami a 7 asistencemi ke konečné 14. příčce.
V lednu 2023 přestoupil do Sassuola.

## Reprezentační kariéra
Bajrami reprezentoval na mládežnických úrovních rodné Švýcarsko. Dne 17. března 2021 získal albánské občanství. e V albánské reprezentaci debutoval 5. září 2021 v zápase proti Maďarsku (výhra 1:0), když nastoupil v 63. minutě místo Qazima Laçiho.
V červnu 2024 byl nominován na závěrečný turnaj EURO 2024. V prvním utkání základní skupiny proti Itálii vstřelil nejrychlejší gól v dějinách šampionátů, když se prosadil už po 23 sekundách. Na body to ale nestačilo, Albánie prohrála 1:2.